# Филимонов, Семён Васильевич
Семён Васильевич Филимонов (1848—?) — русский военный, генерал-лейтенант артиллерии. Служил в Главном артиллерийском управлении Военного министерства Российской империи (1883—1902). Брат В. В. Филимонова.

## Биография
Родился 24 мая (5 июня) 1848 года в семье Василия Семёновича Филимонова, дворянина Смоленской губернии.
После окончания Михайловского артиллерийского училища начал службу подпоручиком в 6-й артиллерийской бригаде 6-й пехотной дивизии.
Участвовал в Русско-турецкой войне 1877—1878 гг.
С 1883 года служил в Главном артиллерийском управлении Военного министерства Российской империи, дойдя до должности начальника порохового отделения в этом управлении. В 1902 году назначен помощником начальника артиллерии Кавказского военного округа.
По болезни ушёл в отставку с произведением в генерал-лейтенанты с назначением пенсии и сохранением мундира 29 апреля 1905 года.

## Чины
- подпоручик (произведен в офицеры) — 12.07.1868;
- поручик — 5.12.1870;
- штабс-капитан — 6.11.1872;
- капитан — 9.12.1876;
- подполковник — 30.08.1884;
- полковник — 30.08.1889;
- генерал-майор — 30.08.1899;
- генерал-лейтенант — 29.04.1905.

## Карьера
- в службу вступил — 19.08.1865;
- подпоручик по полевой артиллерии 6-й артиллерийской бригады 6-й пехотной дивизии — с 1870;
- старший адъютант управления начальника артиллерии 11-го армейского корпуса — 21.12.1877-5.01.1883;
- состоял при Главном артиллерийском управлении — 5.01.1883-29.09.1883;
- столоначальник в этом же управлении — 29.09.1883-12.12.1885;
- начальник порохового отделения Главного артиллерийского управления (по полевой пешей артиллерии) — 12.12.1885-22.01.1902;
- помощник начальника артиллерии Кавказского военного округа (по полевой пешей артиллерии) — с 22.01.1902-29.04.1905;
- в отставке — с 29.04.1905.

## Награды
- орден Св. Владимира IV ст. 25 лет (1894), III ст. (1895);
- орден Св. Анны III ст. (1873), II ст. с мечами (1880);
- орден Св. Станислава III ст. (1871), II ст. с мечами (1877), I ст. (6.12.1903);
- монаршее благоволение (1888 и 1897).